# 鼓浪屿
24°26′50″N 118°03′40″E / 24.44722°N 118.06111°E
鼓浪屿（白話字：Kó͘-lōng-sū；邮政式拼音：Kulangsu）是位于中国福建省厦门市思明区西南方的一个小岛，行政区划为鼓浪屿街道，面积不到2平方公里（0.77平方哩），人口约2万。有“海上花园”之美称。除环岛电动车外不允许机动车辆上岛。2005年《中国国家地理》杂志将鼓浪屿评为“中国最美的城区”第一名。2017年7月在波兰克拉科夫举行的第41届世界遗产大会上被正式列入《世界遗产名录》。

## 历史

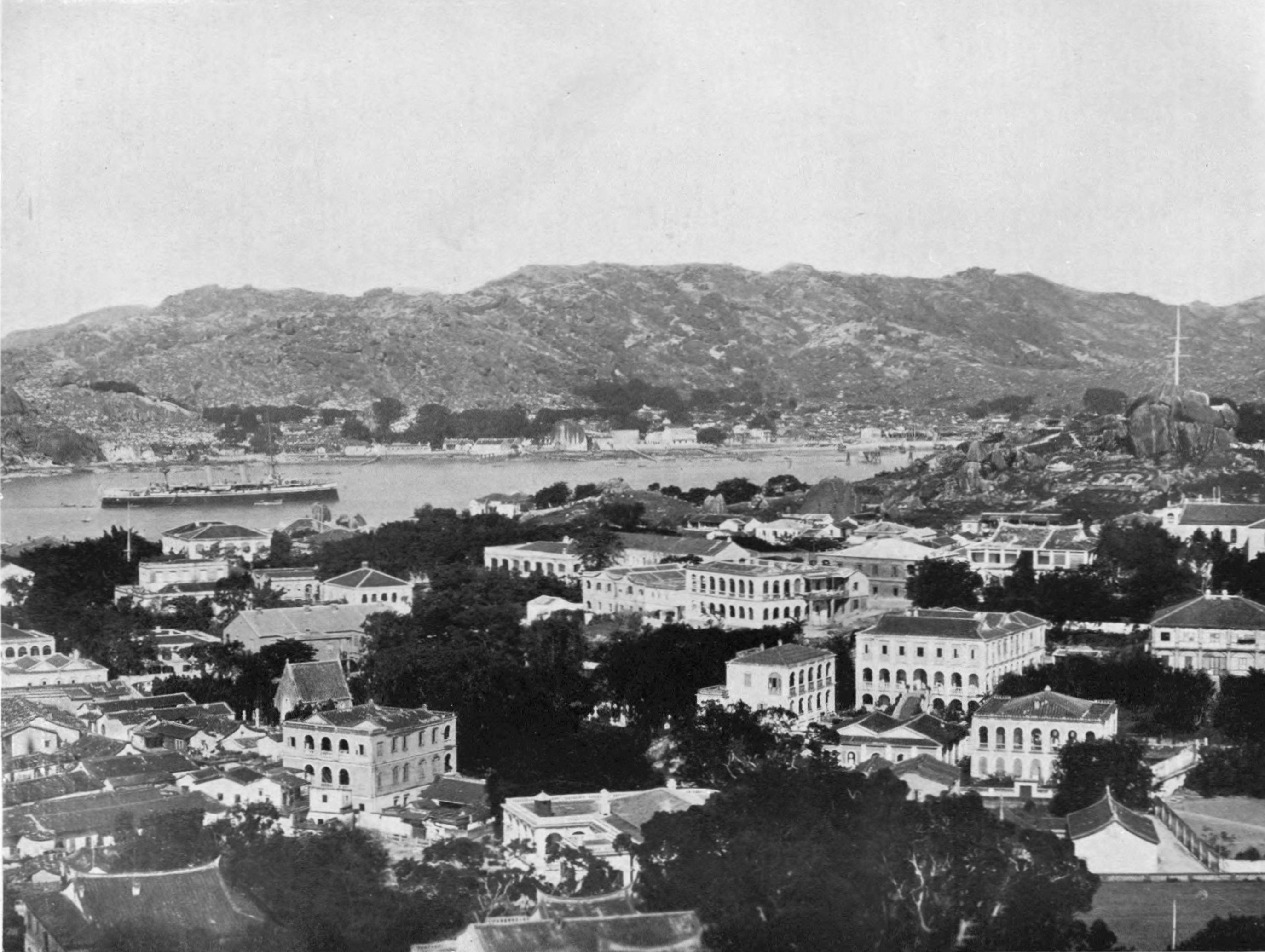
1908年的鼓浪嶼

鼓浪屿开拓于宋末元初，原名“圆沙洲”、“圆洲仔”、五龍嶼。明朝改称“鼓浪屿”。郑成功曾以此为军事据点屯兵操练，对抗清兵。目前日光岩上尚存有当时建造的水操台、石寨门故址。
鸦片战争时期，英军曾占领鼓浪屿，直到1845年撤军。1843年后，厦门根据《中英南京条约》开辟为通商口岸。中日甲午战争以后，日本占领台湾，为避免日本进一步觊觎厦门，清朝政府决定请列强“兼护厦门”。1902年1月10日（光绪二十七年十二月初一日），英国、美国、德国、法国、西班牙、丹麦、荷兰、瑞典-挪威、日本等9国驻厦门领事与清朝福建省兴泉永道台延年在鼓浪屿日本领事馆签订《厦门鼓浪屿公共地界章程》，鼓浪屿成为公共租界，次年1月，鼓浪屿公共租界工部局成立。在此前后，陆续有英、美、法、德、日等13个国家先后在岛上设立领事馆。
这段时期，有很多传教士来到鼓浪屿传教。例如：1898年，英国牧师韦玉振与夫人韦爱莉到鼓浪屿传教时创办的“怀德幼稚园”，是中国第一所幼儿园（现已更名为日光幼儿园）。
1949年10月，中国人民解放军進駐鼓浪屿。
2003年4月经国务院批准，厦门市的鼓浪屿区、思明区和开元区合并成立新的思明区。在这之前鼓浪屿区是全国面积最小、人口最少的副厅级行政区。
2017年7月8日 「鼓浪嶼國際歷史社區」通過了世界遺產大會的終審，成功列入世界文化遺產名錄，成為中國大陆第52項世界遺產專案。

## 地理
面积1.77平方千米，与厦门市区相隔不到1,000米。最高海拔92.7米（日光岩顶）。

## 风景名胜
- 日光岩，俗称“晃岩”，为鼓浪屿制高点。岩顶可观鼓浪屿全岛。
- 毓园（林巧稚大夫纪念园）：纪念出生于鼓浪屿的林巧稚医生。
- 皓月园：园名取自郑成功诗句“思君寝不寐，皓月透素帷”。园中郑成功石像为1985年建成，高15.7米（据说郑成功本人身高1.57米）。
- 菽庄花园：建于1913年，主人林爾嘉，字叔藏，又作菽庄。甲午战争后，台湾被割给日本，其父板橋林家林維源全家迁来鼓浪屿居住，修建菽庄花园。面积2万多平方米（包括水域）。1951年林爾嘉在台湾病逝后，其夫人将菽庄花园捐献给厦门市政府[12]。
- 厦门海底世界：1998年1月对外开放，展出鱼类350多种，一万多尾，并陈列有世界最大的抹香鲸标本。[13]

## 近代建筑群

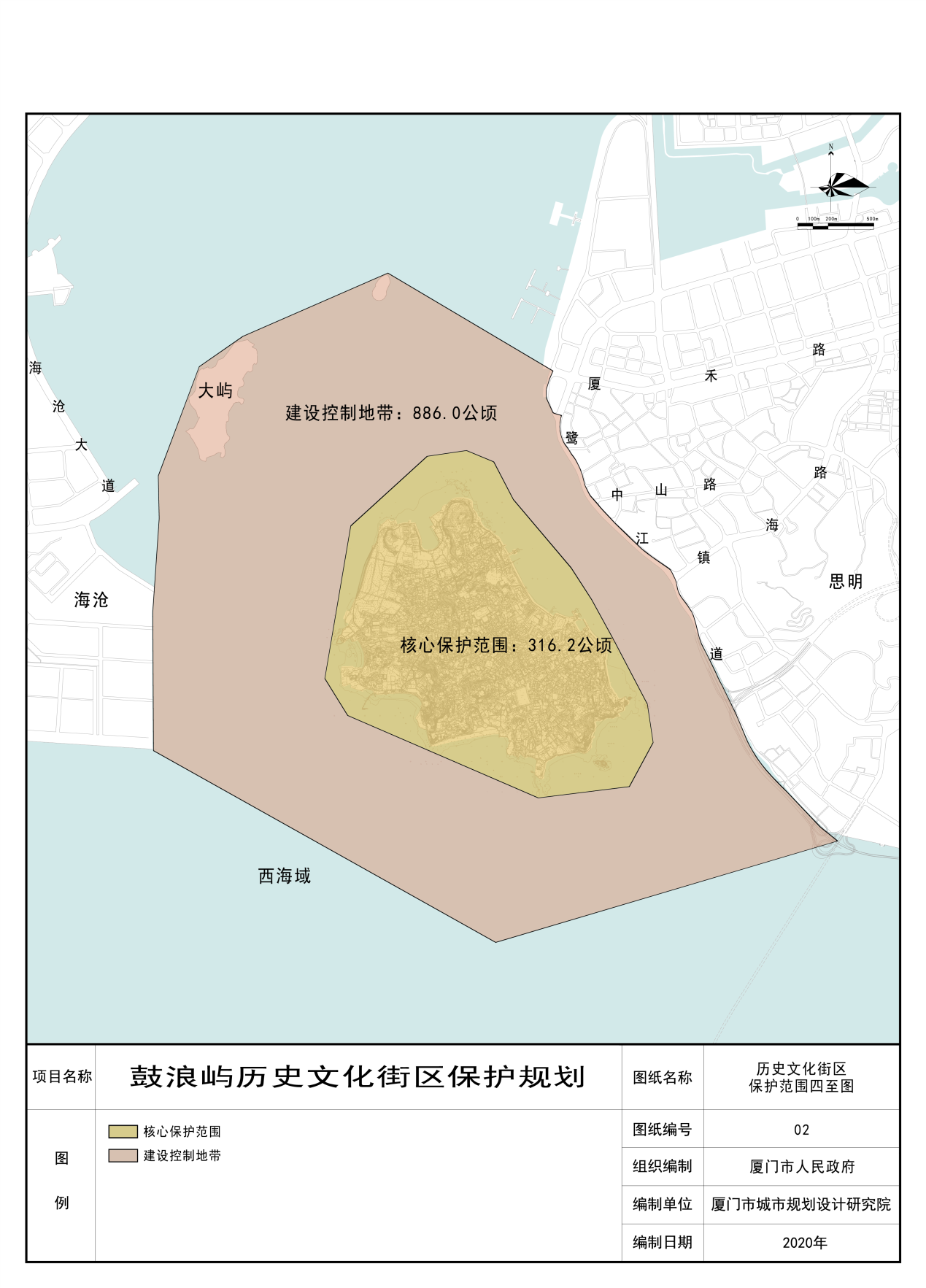
鼓浪屿历史文化街区的核心保护范围（世界遗产地的遗产区）和建设控制地带（世界遗产地的缓冲区）

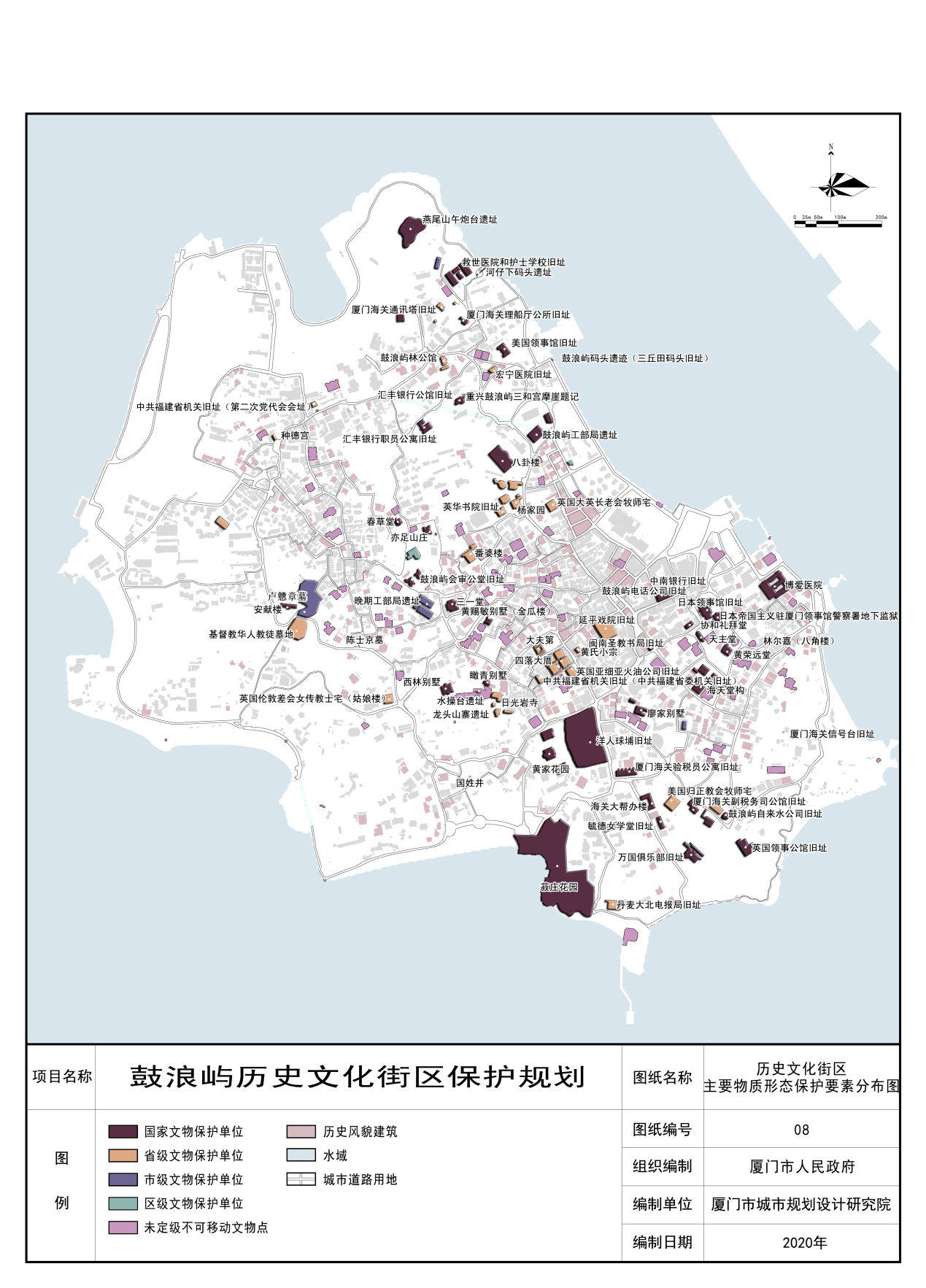
鼓浪屿的历史建筑分布

与上述名胜景点不同，这些老房子目前大多为私人住宅，少部分为营业酒店，并不接受游客参观。

### 全国重点文物保护单位
全国重点文物保护单位鼓浪屿近代建筑群包括以下建筑：
- 美国领事馆旧址：位于三明路26号。1930年建，现为酒店。
- 日本领事馆旧址（含警察署本部两座建筑）	：位于鹿礁路26号。1897-1898年建，警察署本部两座建筑为1928年建
- 汇丰银行公馆旧址：位于鼓新路57号。建于1876年。
- 天主堂：位于鹿礁路34号，建于1916年。为哥特式建筑。
- 三一堂：位于笔山洞口。建于1934年。
- 安献楼：鸡山路18号		1934年建
- 八卦楼：位于鼓新路43号。建于1907年，是鼓浪屿标志建筑，原主人为林尔嘉的堂弟林鹤寿。现在是厦门市博物馆、管风琴博物馆。
- 瞰青别墅、西林别墅：位于永春路71号、73号，分别建于1918年、1927年。瞰青别墅原主人黄仲训。1949年，瞰青别墅作为蒋中正的“行辕”装修一新。后因局势变化太快，蒋中正只于7月23日在此逗留一晚[14]。1962年，郭沫若曾在此写《郑成功》剧本。此楼现为郑成功纪念馆的藏书资料室。西林别墅现为郑成功纪念馆。
- 亦足山庄：位于笔山路9号，原主人越南华侨许涧，建于1919年
- 菽庄花园：西南部海滨		1913年林爾嘉建
- 厦门海关税务司公馆：漳州路9号、11号		1923年至1924年建
- 海关理船厅公署旧址：鼓新路60号		理船厅1883年购入，1914年扩建
- 海关验货员公寓	中华路2号		1903年改建，1923年另建二层公寓
- 会审公堂旧址：位于笔山路1-3号。曾为厦门籍华侨黄仲涵产业，20世纪20年代末会审公堂租用
- 救世医院旧址：鼓新路68号、80号		1898年郁约翰建，2010年修复，现为故宫鼓浪屿外国文物馆
- 博爱医院旧址：福建路58号		建造于1934年
- 毓德女学堂旧址：位于田尾路13号、14号		1884年建田尾女学堂，1945年建毓德女小
- 万国俱乐部：位于田尾路16号		20世纪20年代初万国俱乐部租用
- 海天堂构：位于福建路34-42号。建于上世纪20年代。原主人菲律宾华侨黄秀烺和他的同乡黄念忆。
- 黄荣远堂：位于福建路32号。原主人菲律宾华侨施光、黄仲训。建于1920年。1931年黄仲训购入。现为鼓浪屿中国唱片博物馆。现为厦门演艺职业学院。
- 鼓浪屿工部局遗址
- 和记洋行仓库遗址
- 廖家别墅：位于漳州路44号，原主人廖翠凤。1919年8月，林语堂和该楼主人家的小姐廖翠凤在此结婚。
- 洋人球埔旧址
- 春草堂：位于笔山路17号，原主人厦门建筑公会会长许春草。
- 鼓浪屿电话公司旧址
- 黄赐敏别墅（金瓜楼）：位于泉州路99号,建于1922年。原主人菲律宾华侨黄赐敏。
- 黄家花园：位于晃岩路25号，建于1918年至1923年间，原主人华侨巨商、“印尼糖王”黄亦住。五十年代，这里为厦门政府的“国宾馆”，接待过邓小平、尼克松等国家政要。
- 汇丰银行职员公寓旧址
- 中南银行旧址

### 福建省文物保护单位
- 9-142	鼓浪屿西班牙船长墓
- 9-144	怡园：位于福建路24号。原主人为诗人林鹤年。
- 9-145	鼓浪屿英国大英长老会牧师宅
- 9-146	鼓浪屿美国归正教会牧师宅
- 9-147	鼓浪屿英华书院旧址
- 9-148	厦门海关信号台旧址
- 9-153	鼓浪屿基督教徒墓地
- 9-165	番婆楼：位于安海路36号，建于1927年。原主人旅菲华侨许经权。
- 9-166	宏宁医院
- 9-170	鼓浪屿吴氏宗祠	民国
- 9-171	延平戏院	民国
- 9-172	杨家园：跨安海路4号至鼓新路27-29号。建于1913年。
- 9-173	鼓浪屿英国亚细亚火油公司旧址	民国
- 10-87	鼓浪屿大夫第	清
- 10-88	鼓浪屿黄氏小宗	清
- 10-89	鼓浪屿日光岩寺	清
- 10-90	鼓浪屿三丘田码头	清
- 10-91	鼓浪屿四落大厝	清
- 10-92	鼓浪屿种德宫	清

### 其他
- 林氏府（八角楼）：位于鹿礁路11-19号。原主人板橋林家林尔嘉。林氏府副楼已于2006年5月倒塌[15]。
- 英国领事馆：位于鹿礁路14号。
- 船楼：位于鼓新路48号。原主人医生黄大辟。
- 林屋：位于泉州路82号。原主人林振勋。
- 观海别墅：位于田尾路17号。建于1918年。原为丹麦大北电报局公司经理公寓。
- 白家别墅：位于复兴路，原主人白登弼。
- 圃庵：位于鸡山路16号，原主人钢琴家殷承宗。
- 容（榕）谷：位于旗山路7号，原主人李清泉。
- 林文庆别墅：笔山路5号。原主人新加坡華僑林文庆。
- 观彩楼：位于笔山路6号。

## 交通

### 厦门市区至鼓浪屿
- 厦门邮轮中心厦鼓码头：游客一般可从此码头前往鼓浪屿。游客开放时间07:00——17:30（6-9月为7:00——18:30）

- 厦门轮渡码头：该码头供厦门市市民前往鼓浪屿使用。游客开放时间17:30——次日06:30（6-9月为18:50-次日6:30）

### 鼓浪屿至厦门市区
- 三丘田码头
- 内厝澳码头（07：00-18:40）

### 岛上交通
鼓浪屿岛上一般有观光电瓶车供游客使用。

## 其他

### 钢琴之岛

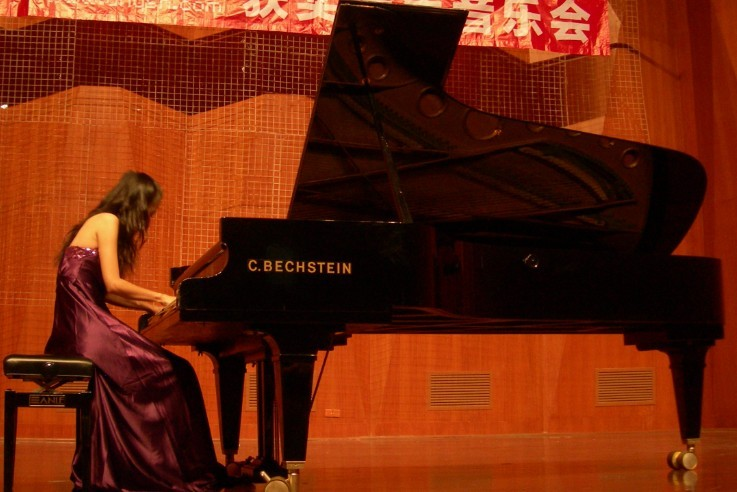
一位女钢琴家在鼓浪屿上演出

鼓浪屿的人均钢琴拥有率为全国最高，因1990年成立的厦门大学附属鼓浪屿音乐学校与2006年成立的中央音乐学院附属鼓浪屿钢琴学校坐落岛上而被美名“钢琴之岛”，也因殷承宗等众多国际知名的音乐家诞生于岛上。2002年鼓浪屿被中国音乐家协会命名为“音乐之岛”，岛上有两个著名的博物馆——钢琴博物馆、风琴博物馆（八卦楼）。另外，除了鼓浪屿音乐学校与鼓浪屿钢琴学校，岛上还有一所演艺职业学院。

### 鼓浪屿登岛轮渡及收费

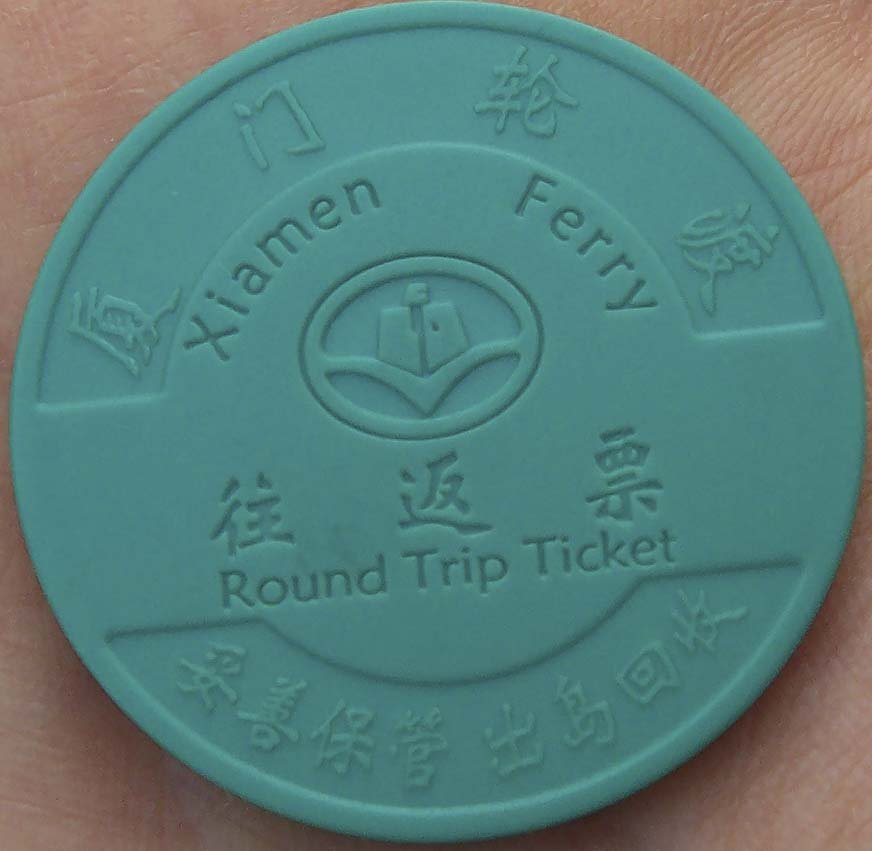
鼓浪屿轮渡船票

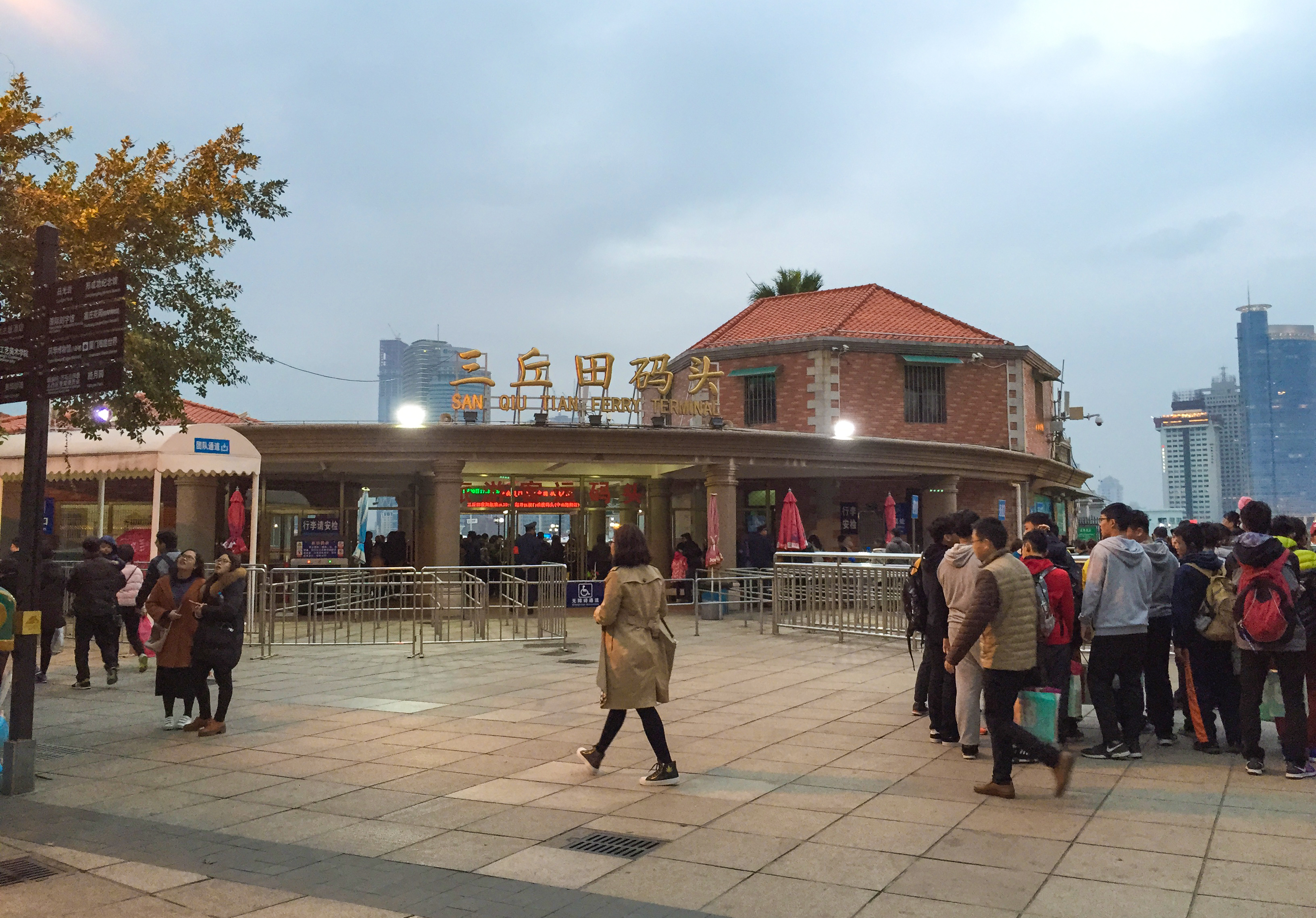
鼓浪屿东侧的三丘田码头

2003年之前厦门至鼓浪屿的船票为往返程3元，2003年初，厦门政府拟征收80元“上岛费”以增加旅游业收入，激起厦门民众普遍抗议，因为鼓浪屿并非纯粹旅游区，其仍然是城市整体功能区的一部分。后仅船票升至往返8元，其余照旧。
2014年10月20日，厦鼓轮渡航线调整，游客白天进入鼓浪屿的码头调整为湖里区的邮轮中心厦鼓码头及海沧区的嵩屿码头，思明区轮渡码头只保留居民专线、旅游客运夜航航班和异常天气及特殊情况应急疏运。厦门市民乘船往返票价为8元，非厦门市民乘船票价为30元（嵩屿码头）、35元（邮轮中心厦鼓码头普通游船）、50元（邮轮中心厦鼓码头豪华游船）。

### 日光岩索道
日光岩索道1993年由原鼓浪屿区政府投资建设，连接日光岩与英雄山两大景点，索道全长202米，曾是世界上最短的索道。1995年3月正式对外营运，运营16年共5.5万小时，运载游客上千万人次。因鼓浪屿申报世界文化遗产的需要，根据《鼓浪屿历史文化遗产保护规划》及申遗专家的建议，鼓浪屿管委会将索道列入申遗整治项目，2012年6月8日索道開始拆除。

### 故宫鼓浪屿外国文物馆
故宫鼓浪屿外国文物馆，位于鼓浪屿鼓新路70-80号，是故宫博物院的分馆，主要展出故宫博物院收藏的外国文物。2017年5月13日正式开馆。